# Іди до мене, іди до мене
«Іди до мене, іди до мене» (серб. Иди ми, дођи ми) — сербська кінокомедія 1983 року режисера Зорана Чалича, п'ятий фільм серіалу «Божевільні роки».

## Сюжет
Серіал остаточно перетворився на фарс, демонструючи у цій частині абсурдні ситуації, в які потрапляють головні герої. Бобо і Марія сваряться без поважних причин, нехтуючи навіть дитиною. Жика і Мілан поводяться так, ніби у них гіперсексуальність. Мілан з рафінованого інтелігента в компанії малоосвіченого і любителя хильнути свата перетворюється на карикатурного персонажа, над яким сміються не лише близькі, але і сторонні люди.

## У ролях
| Актор             | Роль            |
| ----------------- | --------------- |
| Ріалда Кадрич     | Марія           |
| Владимир Петрович | Бобо            |
| Драгомир Боянич   | Жика Павлович   |
| Весна Чипчич      | Ельза           |
| Марко Тодорович   | Мілан Тодорович |
| Єлена Жигон       | Єлена Тодорович |
| Ліляна Янкович    | Вука            |
| Мілан Срдоч       | Міге            |